# Jakob (profet)
Jakob, profet inom Jesu Kristi Kyrka av Sista Dagars Heliga. Son till profeten Lehi och Sariah, bröder till Laman, Lemuel, Sam, Nephi, och Jakob.